# Никос Дендиас
Никос Дендиас (на гръцки: Νίκος Δένδιας), или Николаос Дендиас, е гръцки политик от ПП Нова демокрация, министър на отбраната и преди това на външните работи на Гърция.

## Биография
Дендиас е роден в Корфу през 1959 г., но по произход е от остров Паксос. Завършва „Право“ първо в Атинския университет, а после получава магистърски степени в Университетски колеж Лондон и в Лондонското училище по икономика и политически науки.
Като адвокат Дендиас е активен член на „Нова демокрация“ от 1978 г. и депутат от 2004 г.
Между 2019 и 2023 г. е министър на външните работи в първия кабинет на Кириакос Мицотакис.
От 27 юни 2023 г. е министър на националната отбрана на Гърция.